# Алдошин, Алексей Николаевич
Алексе́й Никола́евич Алдо́шин (25 декабря 1912 [7 января 1913] — 9 августа 1987 года) — советский солдат, участник Великой Отечественной войны, Герой Советского Союза (1945).
В годы Великой Отечественной войны — пулемётчик 177-го гвардейского стрелкового полка 60-й гвардейской стрелковой дивизии, гвардии ефрейтор. Особо отличился в ходе Варшавско-Познанской операции в январе 1945 года. 14 января при прорыве обороны противника из ручного пулемёта уничтожил огневую точку противника и заставил замолчать вражеский гранатомёт. В бою у села Мале-Боже (гмина Стромец, Бялобжегский повят, Мазовецкое воеводство, Польша) пулемётным огнём сорвал немецкую контратаку.

## Биография
Родился 25 декабря 1912 (7 января 1913) года в деревне Марьина Ломецко-Сетушинской волости Новосильского уезда Тульской губернии. Окончил начальную школу. Работал шахтёром в Донбассе.
В РККА с февраля 1944 года (призван Софиевским РВК Днепропетровской области Украинской ССР). Участник Великой Отечественной войны: с февраля 1944 — пулемётчик 177-го гвардейского стрелкового полка 60-й гвардейской стрелковой дивизии. Воевал на 3-м Украинском и 1-м Белорусском фронтах. Участвовал в освобождении Правобережной Украины, в Ясско-Кишинёвской, Варшавско-Познанской и Берлинской операциях.
Особо отличился в ходе Варшавско-Познанской операции в составе 5-й ударной армии 1-го Белорусского фронта. 14 января 1945 года при прорыве обороны противника в районе села Буды Августовские (гмина Грабув-над-Пилицей, Козеницкий повят, Мазовецкое воеводство, Польша) под сильным огнём проделал проход в спирали Бруно и из ручного пулемёта уничтожил огневую точку противника, а также заставил замолчать вражеский гранатомёт, отважно действовал в ходе развития атаки. Совместно с самоходным орудием зашёл с фланга немецкой тяжёлой артиллерийской батареи, метким огнём уничтожил троих артиллеристов и захватил три орудия, два трактора, мотоцикл и автомашину. Затем в бою у села Мале-Боже (гмина Стромец, Бялобжегский повят, Мазовецкое воеводство, Польша), подпустив врага на 200 метров, пулемётным огнём сорвал его контратаку.
Указом Президиума Верховного Совета СССР от 27 февраля 1945 года гвардии ефрейтору Алдошину Алексею Николаевичу присвоено звание Героя Советского Союза с вручением ордена Ленина и медали «Золотая Звезда».
4 февраля 1945 года был легко ранен. 16 апреля 1945 года в районе населённого пункта Цехин командир расчёта станкового пулемёта гвардии старший сержант А. Н. Алдошин наступал в передовом отряде 177-го гвардейского стрелкового полка с задачей прорвать сильно укреплённую глубокоэшелонированную оборону немецких войск на западном берегу реки Одер. При атаке переднего края обороны противника смело выдвинулся вперёд и фланговым огнём со своим расчётом подавил огонь двух вражеских огневых точек и уничтожил до 13 немецких солдат, чем обеспечил советских пехотинцев вперёд.
А 24 апреля он уже участвовал в городских боях на улицах Берлина. В бою у моста к юго-западу от Силезского вокзала огнём из пулемёта «Максим» он отразил две контратаки противника и обеспечил общий успех наступления. За Берлинскую операцию был представлен командиром полка к ордену Красного Знамени, однако был награждён орденом Отечественной войны II степени (4 июня 1945).
После войны гвардии старший сержант А. Н. Алдошин демобилизован. Возвратился в родные места, затем переехал в Москву. Работал контролёром на деревообрабатывающем комбинате № 7.
Умер 9 августа 1987 года. Урна с прахом захоронена в колумбарии на Ваганьковском кладбище (секция 48).

## Награды и звания
Советские государственные награды и звания:
- Герой Советского Союза (27 февраля 1945, медаль «Золотая Звезда» № 5641)[4];
- орден Ленина (27 февраля 1945);
- орден Отечественной войны I степени (11 марта 1985)[5];
- орден Отечественной войны II степени (4 июня 1945)[3];
- медали.